# 少女峰隧道
少女峰隧道是瑞士伯尔尼州的山地齿轨铁路少女峰鐵路的主要隧道，全长7122米，位于艾格峰和僧侣峰的山体内，隧道中还设有艾格石壁站和冰海站两个车站，1912年2月21日贯通，8月1日通车。

## 图集

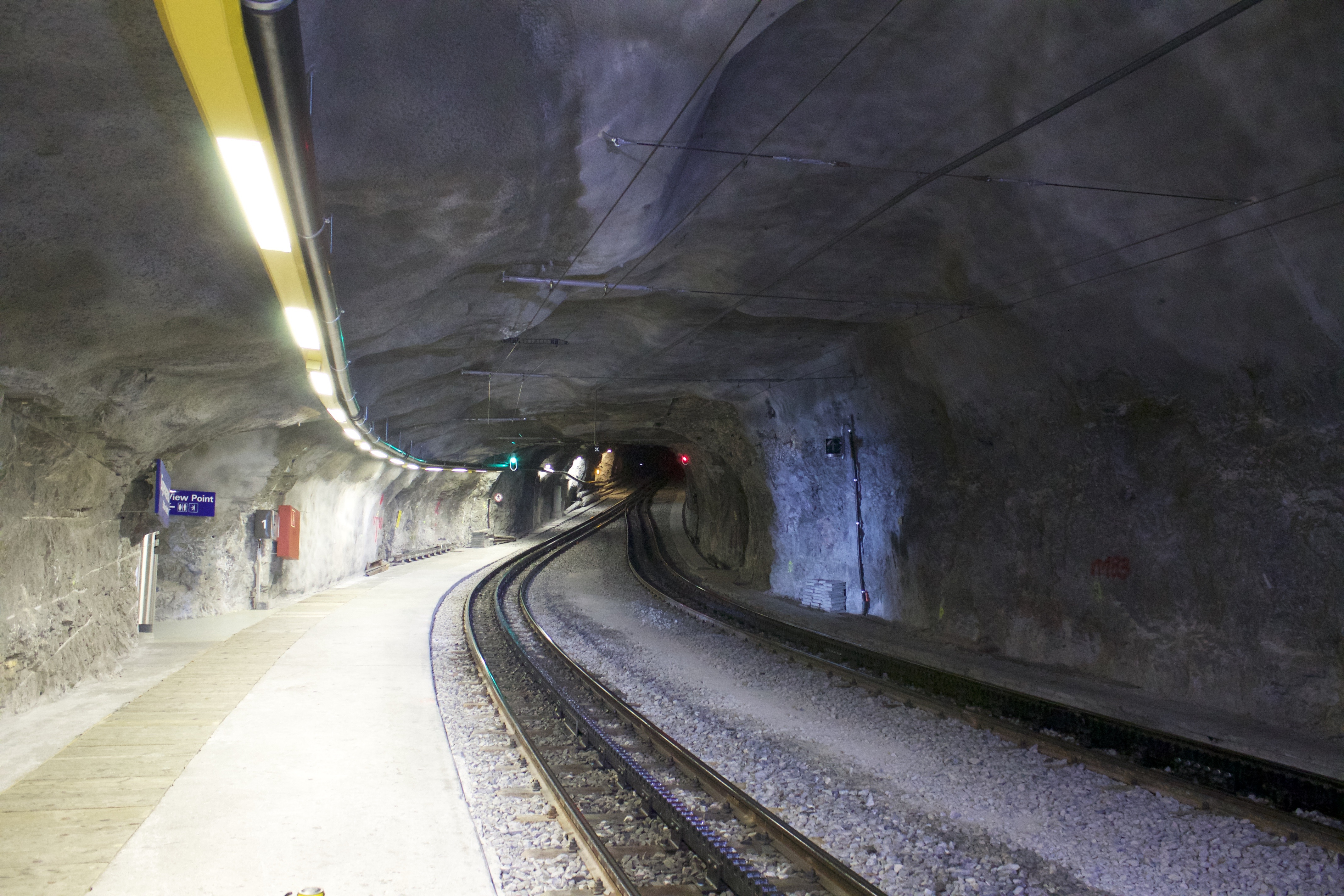
少女峰隧道内部，海拔2865米，2015年
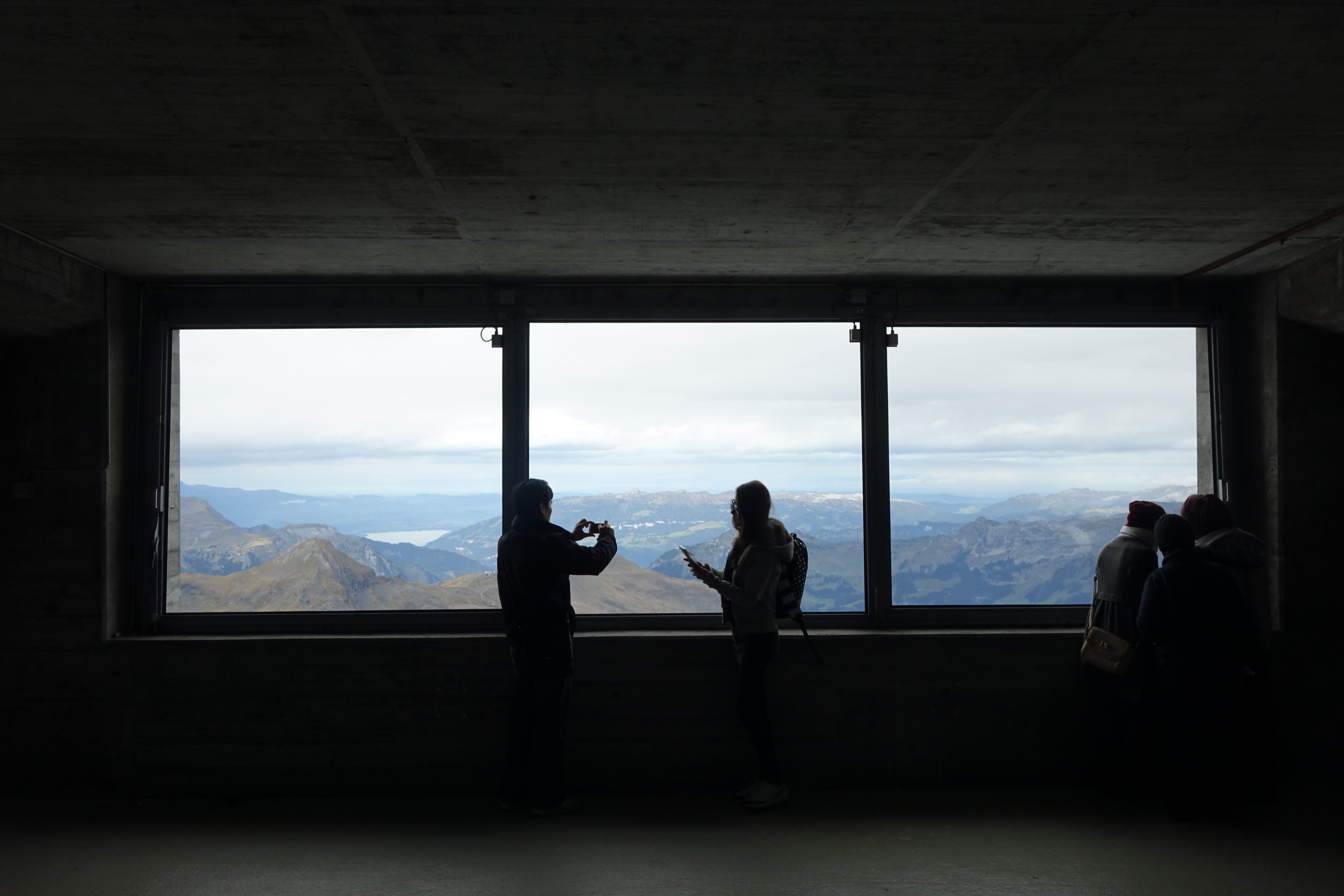
艾格石壁站，海拔2865米，2008年
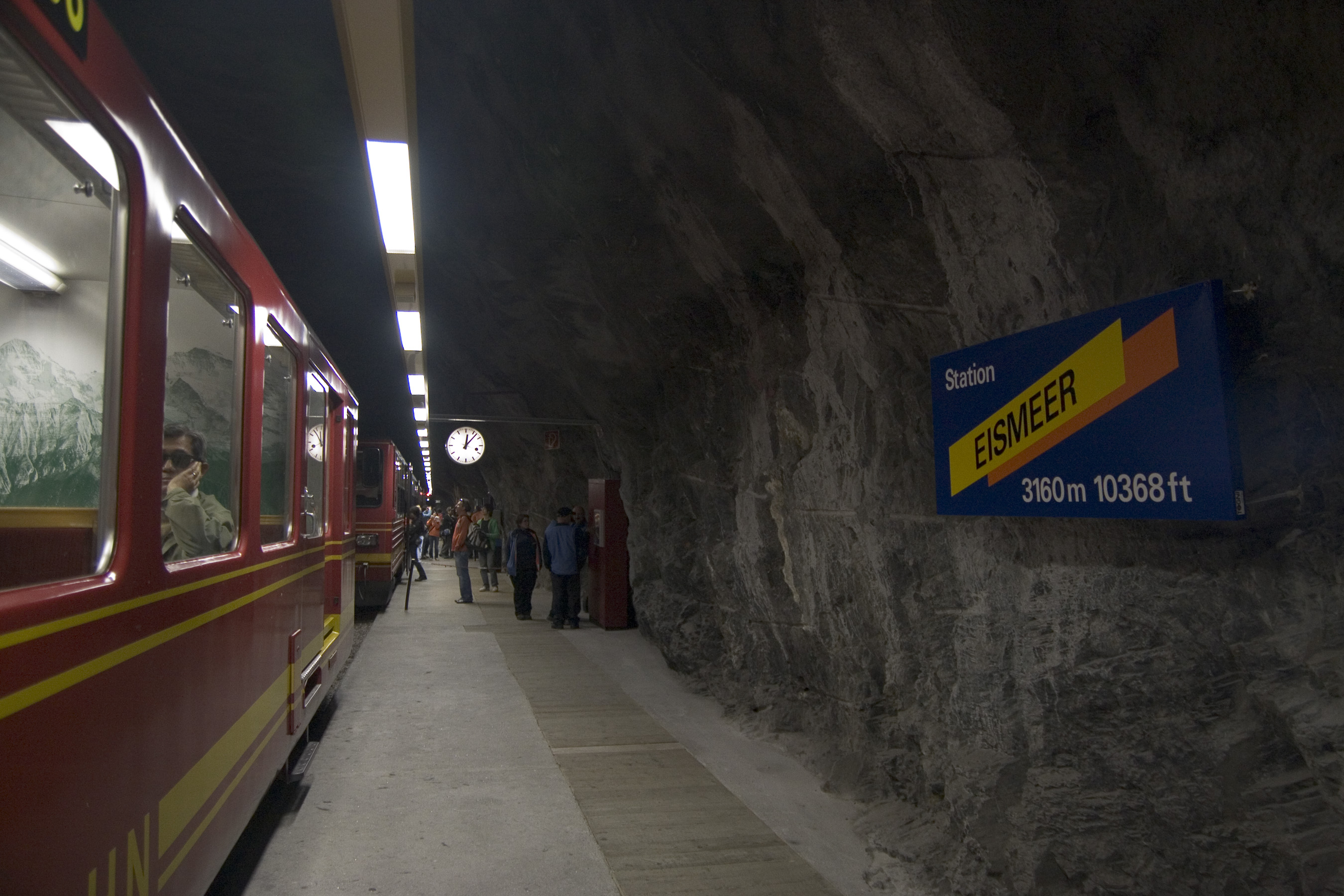
冰海站，海拔3160米，2008年
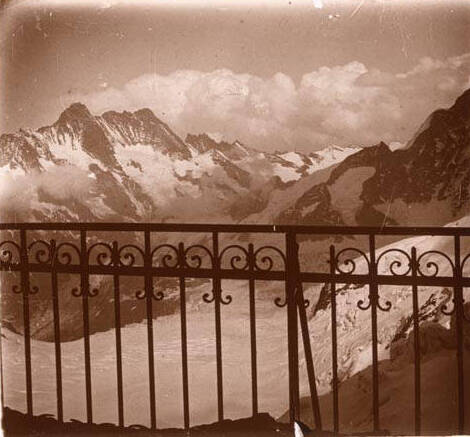
冰海站的外景，海拔3160米，1923年